# Ruiwa
Ruiwa ist ein Bezirk (Ward) des Distriktes Mbarali in der tansanischen Region Mbeya.

## Geografie
Ruiwa liegt im Südwesten von Tansania etwa 25 Kilometer nordöstlich der Regionshauptstadt Mbeya. Die Fläche des Bezirks beträgt 434,6 Quadratkilometer, bei der Volkszählung 2022 wohnten 23.129 Menschen in 5495 Haushalten.

## Gliederung
Der Bezirk besteht aus sechs Gemeinden (Mtaa) mit 47 Orten (Kitongoji):
| Ijumbi - Mbuyuni - Kilabuni - Mashala - Mwambalisi - Mbugani - Mbalino - Majoja - Ishungu - Ilanji | Malamba - Kalumbulo - Wigoma - Magombole - Majengo - CCM - Zingatia - Mtakuja - Soweto - Muungano | Motomoto - Motomoto A - Motomoto B - Mwambalizi - Tambukareli - Misufuni - Ndola - Tingatinga - Iyawaya | Ruiwa - Mwambalisi - Funika - Mamfwila A - Mtengashari - Rejesta - Kibaoni | Udindilwa - Mapogoro - Maji ya moto - Mwanjelwa - Kalabure - Mbugani - Komole | Wimba Mahango - Ilanji A - Ilanji B - Wimba A - Wimba B - Ilolo - Dodoma A - Dodoma B - Kaninjowo A - Kaninjowo B |

## Infrastruktur
- Bildung: Die Ruiwa Secondary School ist eine 2000 eröffnete weiterführende Schule, die Jugendliche bis zur 4. Stufe ausbildet.[6]
- Gesundheit: Eine staatliche Apotheke bietet ambulante Dienste für Malaria-Diagnose und -Erstbehandlung, HIV-Pflege und -Behandlung und Mutter-Kind-Pflege an.[7]